# Ura
Ura is een plaats (község) en gemeente in het Hongaarse comitaat Szabolcs-Szatmár-Bereg. Ura telt 739 inwoners (2001).